# Born This Way: The Remix
Born This Way: The Remix – druga kompilacja Lady Gagi, wydana 18 listopada 2011. Album zawiera remiksy utworów z drugiego albumu studyjnego wokalistki, Born This Way.

## Lista utworów
| Nr  | Tytuł utworu                                       | Długość |
| --- | -------------------------------------------------- | ------- |
| 1.  | „Born This Way” (Zedd remix)                       | 5:48    |
| 2.  | „Judas” (Goldfrapp remix)                          | 4:42    |
| 3.  | „The Edge of Glory” (Foster the People remix)      | 6:10    |
| 4.  | „You and I” (Wild Beasts remix)                    | 3:51    |
| 5.  | „Marry the Night” (The Weeknd & Illangelo remix)   | 4:12    |
| 6.  | „Black Jesus + Amen Fashion” (Michael Woods remix) | 6:11    |
| 7.  | „Bloody Mary” (The Horrors remix)                  | 5:21    |
| 8.  | „Scheiße” (Guéna LG club remix)                    | 5:45    |
| 9.  | „Americano” (Gregori Klosman remix)                | 6:08    |
| 10. | „Electric Chapel” (Two Door Cinema Club remix)     | 3:59    |
| 11. | „You and I” (Metronomy remix)                      | 4:20    |
| 12. | „Judas” (Hurts remix)                              | 3:56    |
| 13. | „You and I” (Twin Shadow remix)                    | 4:06    |
| 14. | „The Edge of Glory” (Sultan & Shepard remix)       | 6:33    |
|     |                                                    | 1:11:02 |

## Listy przebojów
| Lista przebojów (2011)                        | Pozycja |
| --------------------------------------------- | ------- |
| Syndicat national de l'édition phonographique | 35      |
| Productores de Música de España               | 41      |
| UK Albums Chart                               | 77      |
| Billboard 200                                 | 105     |
| Dance/Electronic Albums                       | 3       |